# Kozyrjovsk
Kozyrjovsk (Russisch: Козырёвск) is een plaats (nederzetting met stedelijk karakter) in het gemeentelijk district Oest-Kamtsjatski van de Russische kraj Kamtsjatka. De plaats ligt aan een meander van de rivier de Kamtsjatka, op 247 kilometer ten westen van het districtscentrum Oest-Kamtsjatsk en 492 kilometer ten noorden van het oblastcentrum Petropavlovsk-Kamtsjatski (beide over de hoofdweg van Kamtsjatka). De plaats telde 1.531 inwoners bij de laatste volkstelling van 2002 tegen 2.295 bij die van 1989. In de sovjettijd bevond zich er een bosbouwbedrijf, een sovchoz voor groente en melk en een viskwekerij. Ten noordoosten van de plaats ligt de luchthaven Kozyrjovsk, die echter in 1995 werd gesloten.

## Geschiedenis
De voorloper van Kozyrjovsk, was een Itelmenendorpje, dat zich begin 18e eeuw bevond op ongeveer 30 wersten (ongeveer 32 kilometer) van de monding van de rivier de Kolja. De naam van de plaats is afkomstig van de Poolse Kozak Ivan Kozyrevski, die de Koerilen in 1711 ontdekte voor Rusland en die in 1726 een kaart maakte van Kamtsjatka. De plaats werd echter naar hem vernoemd omdat hij de eerste was die er jasak (huidenbelasting) had ingezameld onder de Itelmenen. De plaats kreeg de naam Kozyrjovsk en de rivier de Kolja werd hernoemd tot Kozyrjovka. In de jaren 40 van de 18e eeuw was de Itelmeen Naksja er tojon. Om de inwoners makkelijker te kunnen bereiken werd de plaats door het lokale bestuur verplaatst naar de monding van de Kozyrjovka. Vanwege constante overstromingen in tijden van hoogwater werd ze echter aan het einde van de 19e eeuw verplaatst naar haar huidige locatie aan een meander van de Kamtsjatka ten noorden van de Kozyrjovka. Hier bevond zich voldoende vis alsook veel wild. Uit archeologisch onderzoek, waarbij grafheuvels werden onderzocht, is gebleken dat op verschillende plekken in de buurt van deze locatie reeds rond 1200 al mensen woonden. In de jaren 50 van de 19e eeuw werden verschillende Russische boerenfamilies naar de plaats gestuurd om er rogge, tarwe en gerst te gaan verbouwen. Dit experiment bleef zonder resultaten, maar toch bleef men het proberen tot de jaren 30 van de 20e eeuw. In 1876 werd een volkstelling gehouden, waarbij 78 mensen werden geteld in het dorp; allen Itelmenen. In die tijd bevond zich ook reeds een houten kerkje in de plaats, zonder bel. In plaats van een bel had men een zilveren bord, waarop met een spijker werd geslagen. Dit systeem werd van 1711 tot 1910 gebruikt. In 1891 was de bevolking teruggelopen tot 64 mensen. Daarnaast werden ook 20 stuks vee, 10 paarden en 119 honden in de plaats geteld. De bevolking was veelal actief in de jacht en visserij, waarbij vooral sabelmarters, beren, vossen, otters, herten en zalm werd gevangen. Ook werd er enige landbouw bedreven, waarbij vooral aardappelen en knolrapen werden verbouwd en daarnaast ook hennep en gerst. In 1930 was de Itelmeense bevolking etnisch sterk gemixt met de afstammelingen van Russische boeren en werd aangeduid als Kamtsjadalen. Vanaf de jaren '20 kwamen echter steeds meer Russen naar de plaats vanuit andere delen van het land.
De plaats had voor de inwoners als voordeel dat de jachtgronden rijker aan wild waren en er meer vis kon worden gevangen dan bijvoorbeeld in Kljoetsji of Oest-Kamtsjatsk. De prijzen lagen er de helft lager als in het dorp Milkovo ongeveer 180 kilometer zuidelijker. In die tijd ontstond er een tweedeling in de plaats tussen het hoger gelegen voorname deel en het lager gelegen deel, wat gewoon als het dorp werd aangeduid. Tussen beide groepen bestond soms rivaliteit. De scheiding vormde een grote berk. Nadat deze echter was omgehakt, verdwenen de vijandigheden.
Vanaf de jaren 30 begon het dorp te groeien. De collectivisatie leidde ertoe dat er een kolchoz ('de weg van Lenin') werd opgericht, waar de drie activiteiten van de bewoners (jagen, vissen en landbouw) in werden verenigd. Er werd ook een bosbouwbedrijf opgericht; de eerste van Kamtsjatka. Op 21 februari 1958 kreeg de plaats de status van nederzetting met stedelijk karakter.
In 1980 werd een veldbasis van het Instituut voor Vulkanologie en Seismologie opgezet bij de plaats.
Sinds de val van de Sovjet-Unie is een grote groep van de bevolking weggetrokken uit de plaats. Het bosbouwbedrijf is nog actief, maar werkt niet op volle kracht. De plaats vormt nu een klein plattelandsdorpje, waar de meesten actief zijn in de landbouw, waarbij wordt geëxperimenteerd met kassen.
De plaats wordt vaak aangedaan door toeristen die het vulkanische complex rond de Kljoetsjevskaja Sopka bezoeken. In 2007 werd de plaats getroffen door een asregen, afkomstig van deze vulkaan.
| 1876 | 1888 | 1891 | 1989  | 2002  | 2007  |
| ---- | ---- | ---- | ----- | ----- | ----- |
| 78   | 67   | 64   | 2.295 | 1.531 | 1.654 |

Bestuurlijk centrum: Oest-Kamtsjatsk

Kljoetsji · Kozyrjovsk · Kroetoberegovo · Majskoje